# Per Söderlind
Per Söderlind, född 1 januari 1865 i Själevads församling, Västernorrlands län, död 28 januari 1947 i Uppsala, var en svensk präst. Han var bror till prästen Johan Söderlind, far till prästen Sven Söderlind samt svärfar till prästen Ingrid Persson och professor Bernhard Lewin.
Per Söderlind var son till sågverksarbetaren Johan Söderlind och Kajsa-Greta Johansdotter Boman. Han avlade teoretisk teologisk examen vid Uppsala universitet 1888, folkskollärarexamen 1889, praktisk teologisk examen 1889, blev teologie kandidat 1897 och teologie doktor i Uppsala 1917.
Söderlind var kyrkoherde i Vibyggerå församling från 1898 och från 1906 i Arnäs församling, båda i Härnösands stift. Han var domprost i Härnösands församling 1913–1939, och blev emeritus 1940. Han var även kontraktsprost i Ångermanlands södra kontrakt sedan 1913.
År 1901 gifte han sig med Maria Hörnfeldt (1877–1964), dotter till handlanden Per Dan Hörnfeldt och Margreta Westman. De fick barnen Karin Wik (1902–1984), Johan Söderlind (1904–1971), Anna-Maja Lewin (1908–1990), Per Söderlind (1910–2002), Märta Sandström (1912–1993) och Sven Söderlind (1914–2003).